# Phorinia pulverulenta
Phorinia pulverulenta là một loài ruồi trong họ Tachinidae.